# Wilson Jermaine Heredia
Wilson Jermaine Heredia (2 december 1971) is een Amerikaans acteur.
Heredia werd bekend door de musical Rent, waar hij in 1996 de rol van de travestiet Angel in kreeg. Hij deed het eigenlijk voor het geld dat hij ervoor zou krijgen en wist niet dat de musical zo'n groot succes zou worden. Voor zijn rol in de musical, kreeg Heredia een Tony Award.
Heredia speelde ook een travestiet in de film Flawless (1999) en had een gastrol in Law & Order: Special Victims Unit (2000).
Samen met zes andere acteurs van de originele cast, was Heredia in 2005 opnieuw te zien als Angel in de filmversie van Rent.
- Bibliothèque nationale de France: cb15069220f (data)
- International Standard Name Identifier: 0000 0001 1473 6463
- Library of Congress Control Number: no97078469
- MusicBrainz: 588e7367-6418-4681-bea2-e5969450b8b9
- Nationale Bibliotheek van Tsjechië: xx0110124
- Virtual International Authority File: 61837737
- WorldCat: E39PBJvd4VwD6BJtxF67ppctrq